# Phaseoleae
Phaseoleae DC., 1825 è una tribù di piante della famiglia delle Fabacee (sottofamiglia Faboideae).

## Tassonomia
L'International Legume Database & Information Service (ILDIS) assegna alla tribù Phaseoleae i seguenti generi:
- Adenodolichos Harms
- Afroamphica H.Ohashi & K.Ohashi
- Alistilus N.E.Br.
- Amphicarpaea Elliott ex Nutt.
- Apios Fabr.
- Austrodolichos Wight & Arn.
- Barbieria Spreng.
- Bolusafra Kuntze
- Butea Roxb. ex Willd.
- Cajanus DC.
- Calopogonium Desv.
- Carissoa Baker f.
- Centrosema (DC.) Benth.
- Clitoria L.
- Clitoriopsis R.Wilczek
- Cochlianthus Benth.
- Cologania Kunth
- Cruddasia Prain
- Decorsea R.Vig.
- Diphyllarium Gagnep.
- Dipogon Liebm.
- Dolichopsis Hassl.
- Dolichos L.
- Dumasia DC.
- Dunbaria Wight & Arn.
- Dysolobium (Benth.) Prain
- Eminia Taub.
- Eriosema (DC.) Rchb.
- Erythrina L.
- Flemingia Roxb. ex W.T.Aiton
- Glycine Willd.
- Harashuteria K.Ohashi & H.Ohashi
- Hardenbergia Benth.
- Herpyza Sauvalle
- Kennedia Vent.
- Lablab Adans.
- Macroptilium (Benth.) Urb.
- Macrotyloma (Wight & Arn.) Verdc.
- Mastersia Benth.
- Meizotropis Voigt
- Mucuna Adans.
- Mysanthus G.P.Lewis and A.Delgado
- Neocollettia Hemsl.
- Neonotonia Lackey
- Neorautanenia Schinz
- Nesphostylis Verdc.
- Nogra Merr.
- Ophrestia H.M.L.Forbes
- Oryxis A.Delgado & G.P.Lewis
- Otoptera DC.
- Oxyrhynchus Brandegee
- Pachyrhizus Rich. ex DC.
- Paracalyx Ali
- Periandra Mart. ex Benth.
- Phaseolus L.
- Phylacium Benn.
- Physostigma Balf.
- Pseudeminia Verdc.
- Pseudoeriosema Hauman
- Pseudovigna (Harms) Verdc.
- Psophocarpus DC.
- Pueraria DC.
- Ramirezella Rose
- Rhynchosia Lour.
- Shuteria Wight & Arn.
- Sinodolichos Verdc.
- Spathionema Taub.
- Spatholobus Hassk.
- Sphenostylis E.Mey.
- Strongylodon Vogel
- Strophostyles Elliott
- Teramnus P.Browne
- Teyleria Backer
- Vandasina Rauschert
- Vatovaea Chiov.
- Vigna Savi
- Wajira Thulin

### Alcune specie

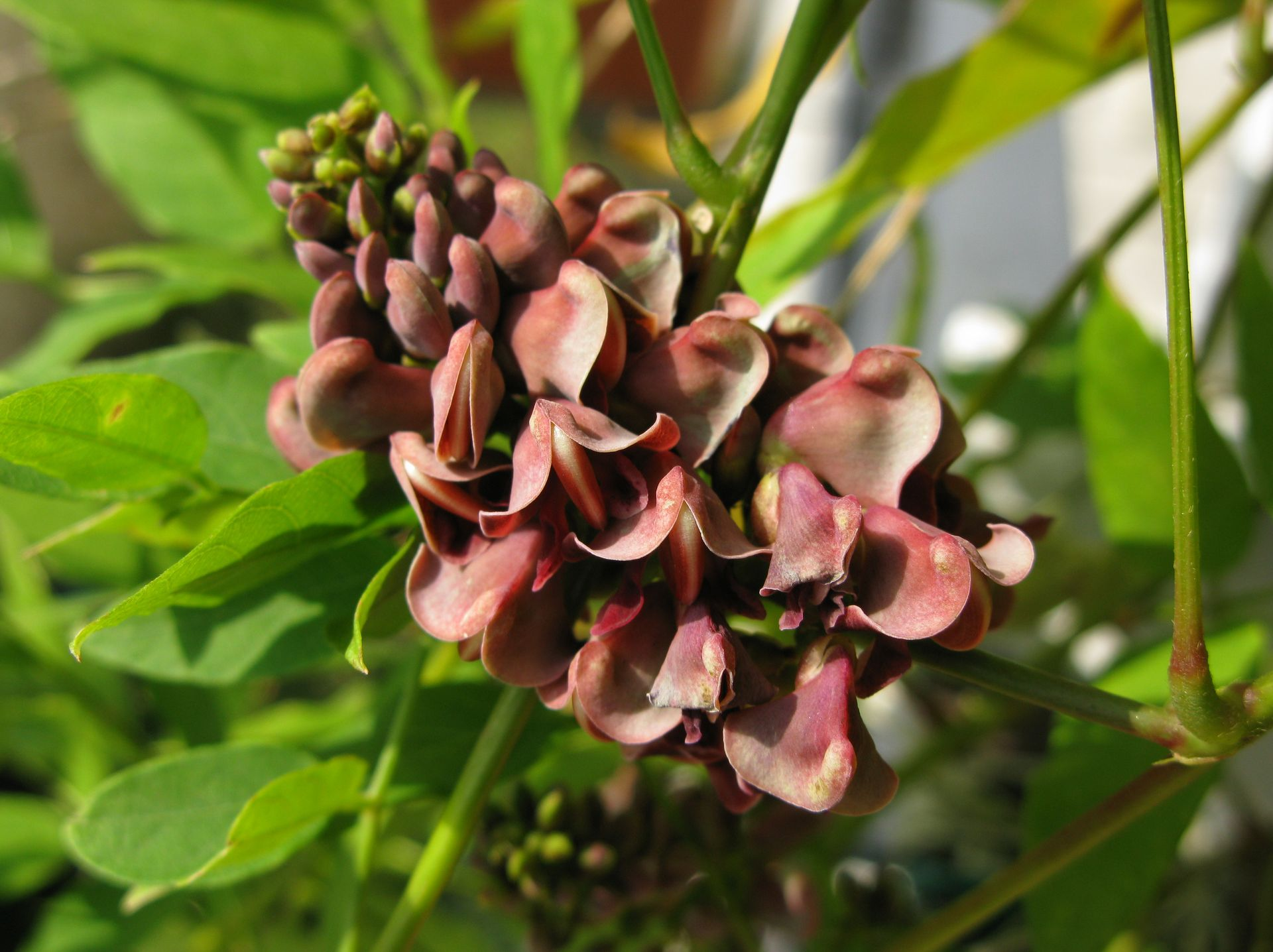
Apios americana
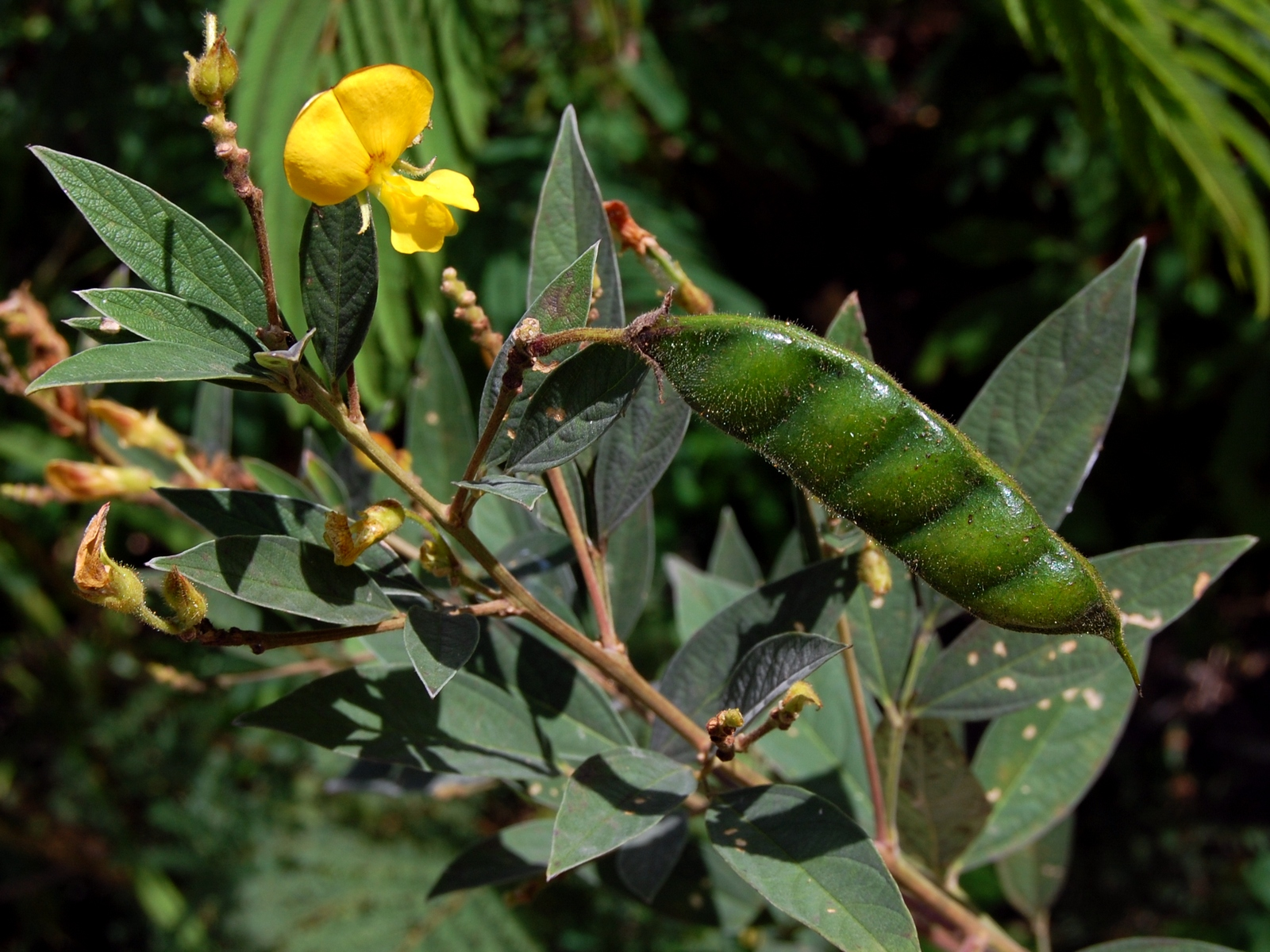
Cajanus cajan
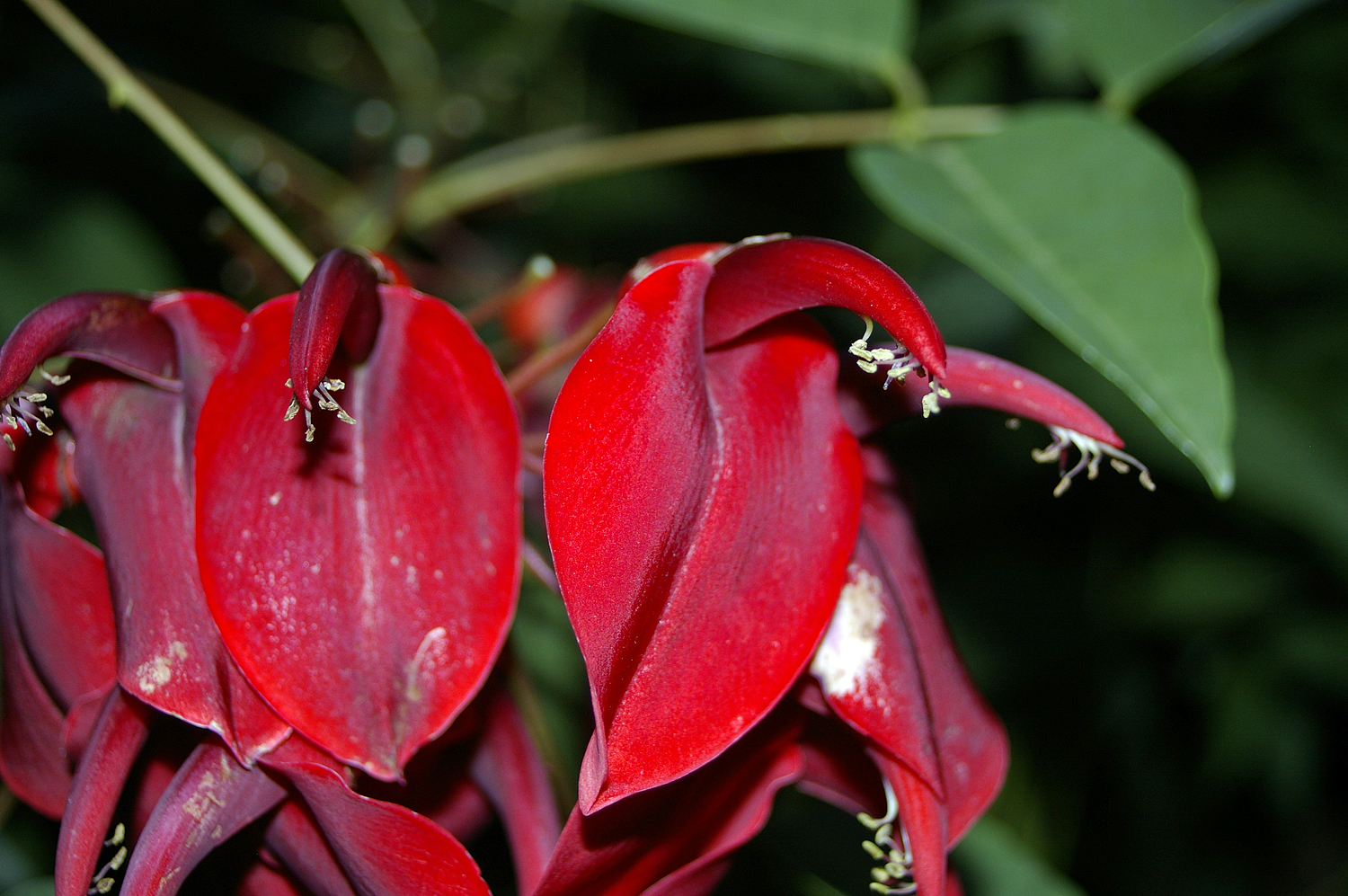
Erythrina crista-galli
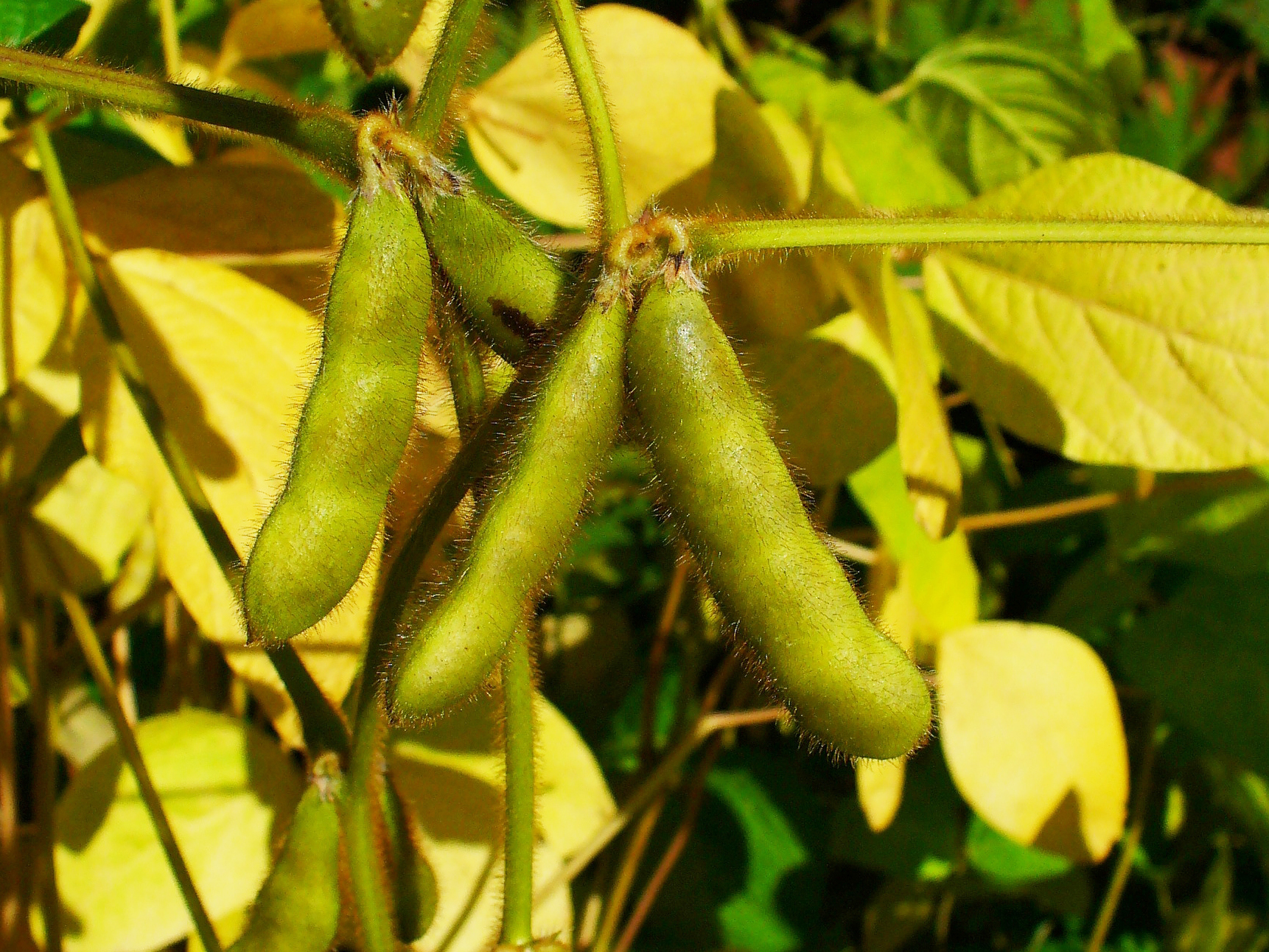
Glycine max
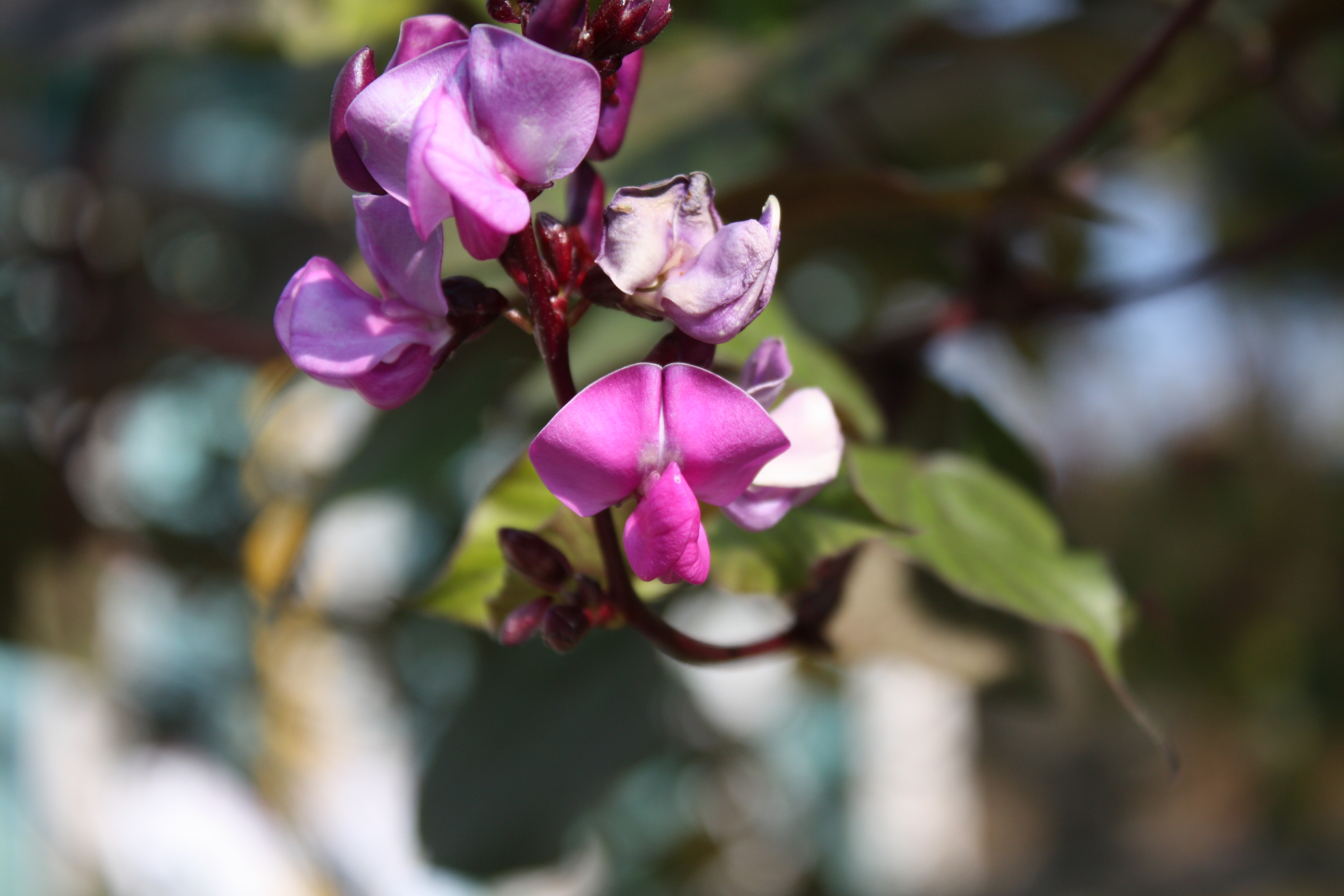
Lablab purpureus
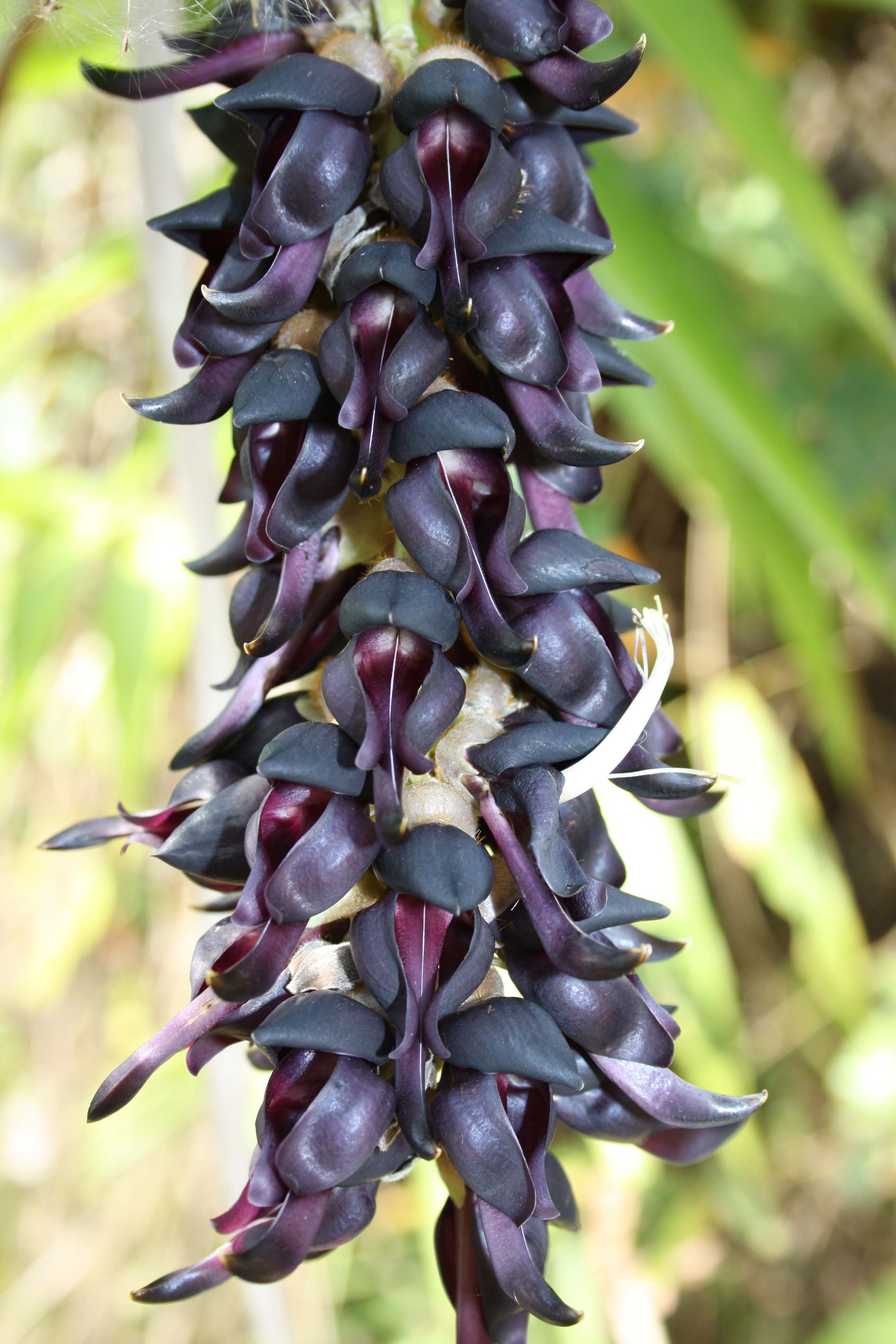
Mucuna pruriens
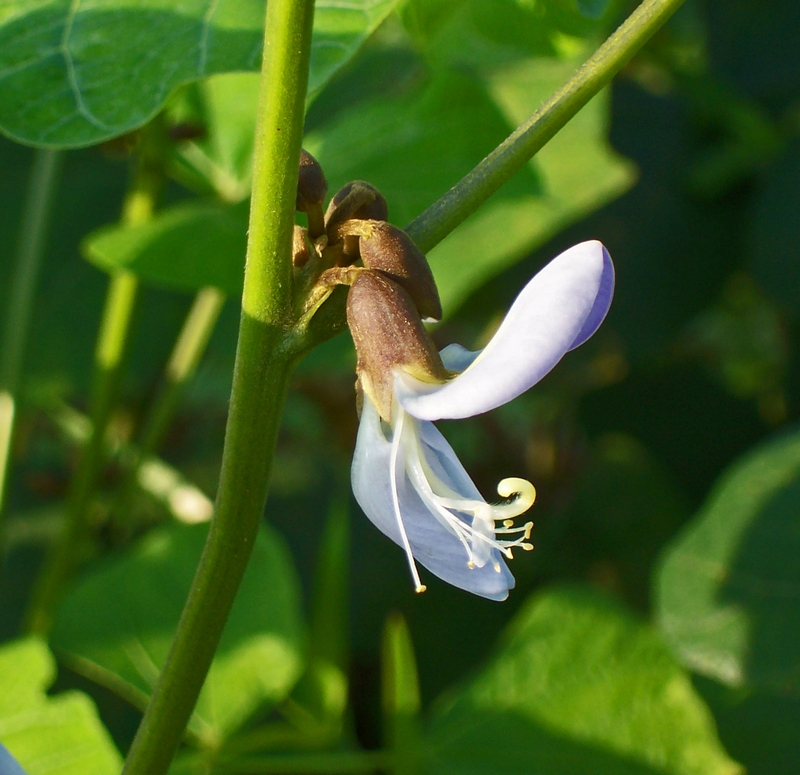
Pachyrhizus erosus
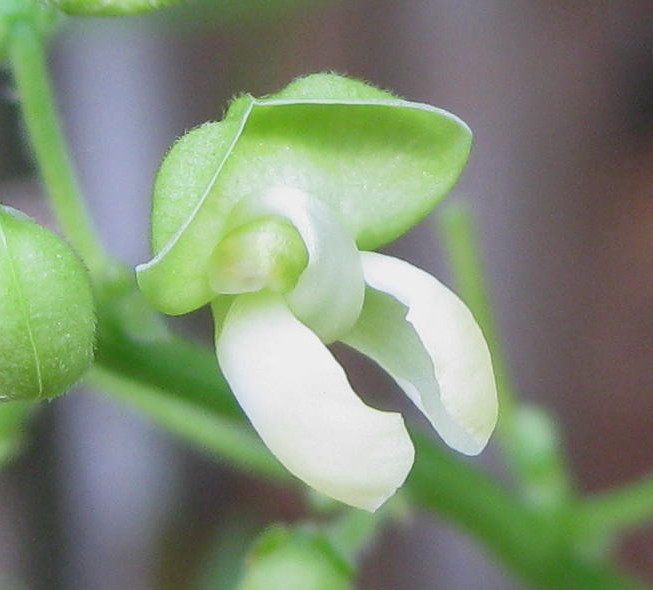
Phaseolus lunatus
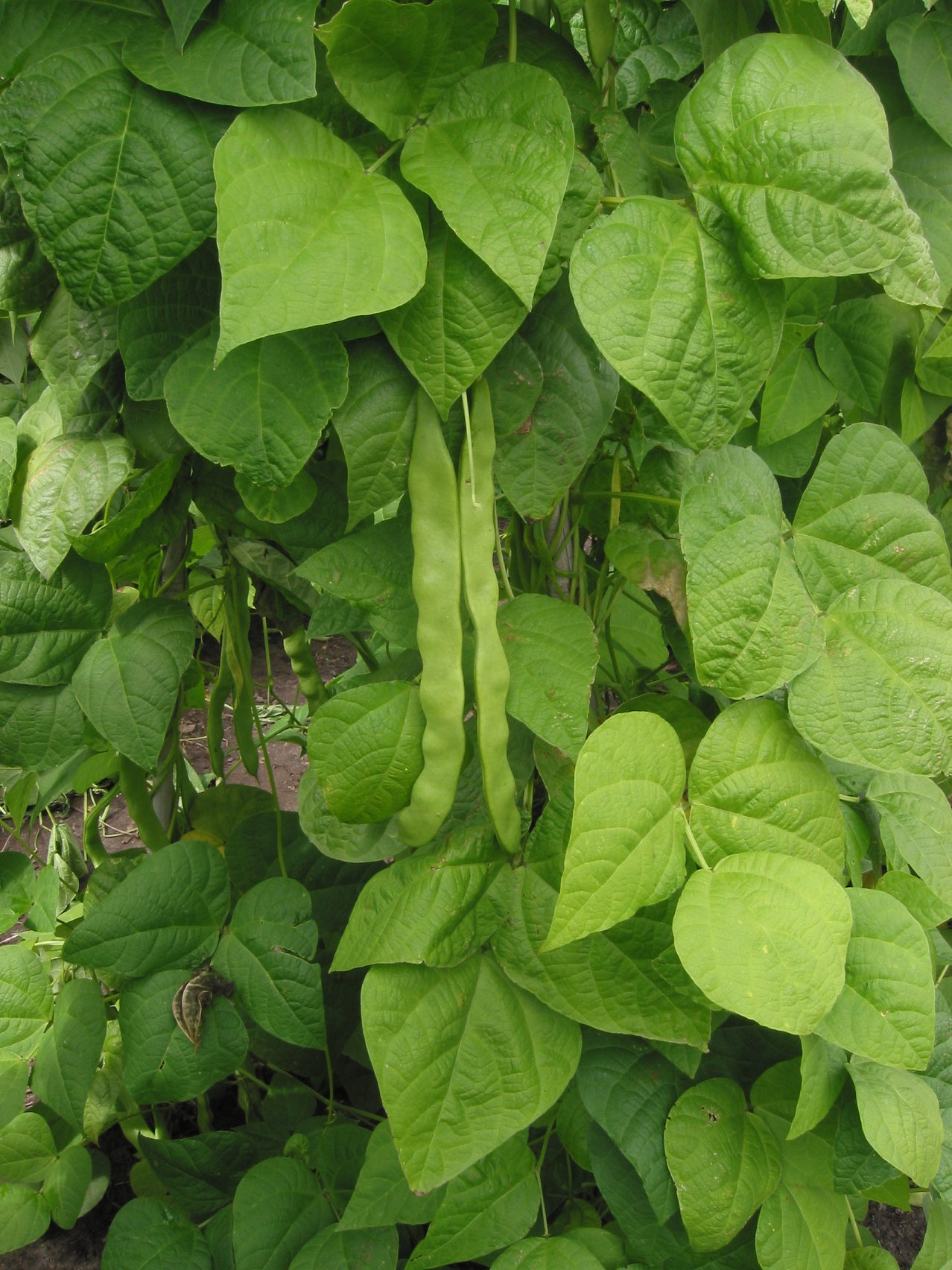
Phaseolus vulgaris
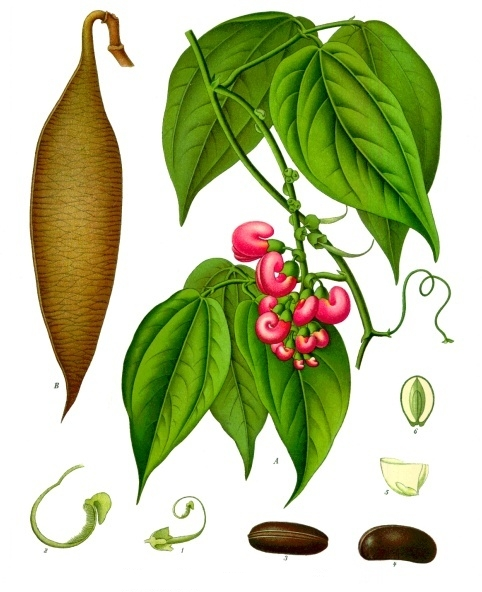
Physostigma venenosum
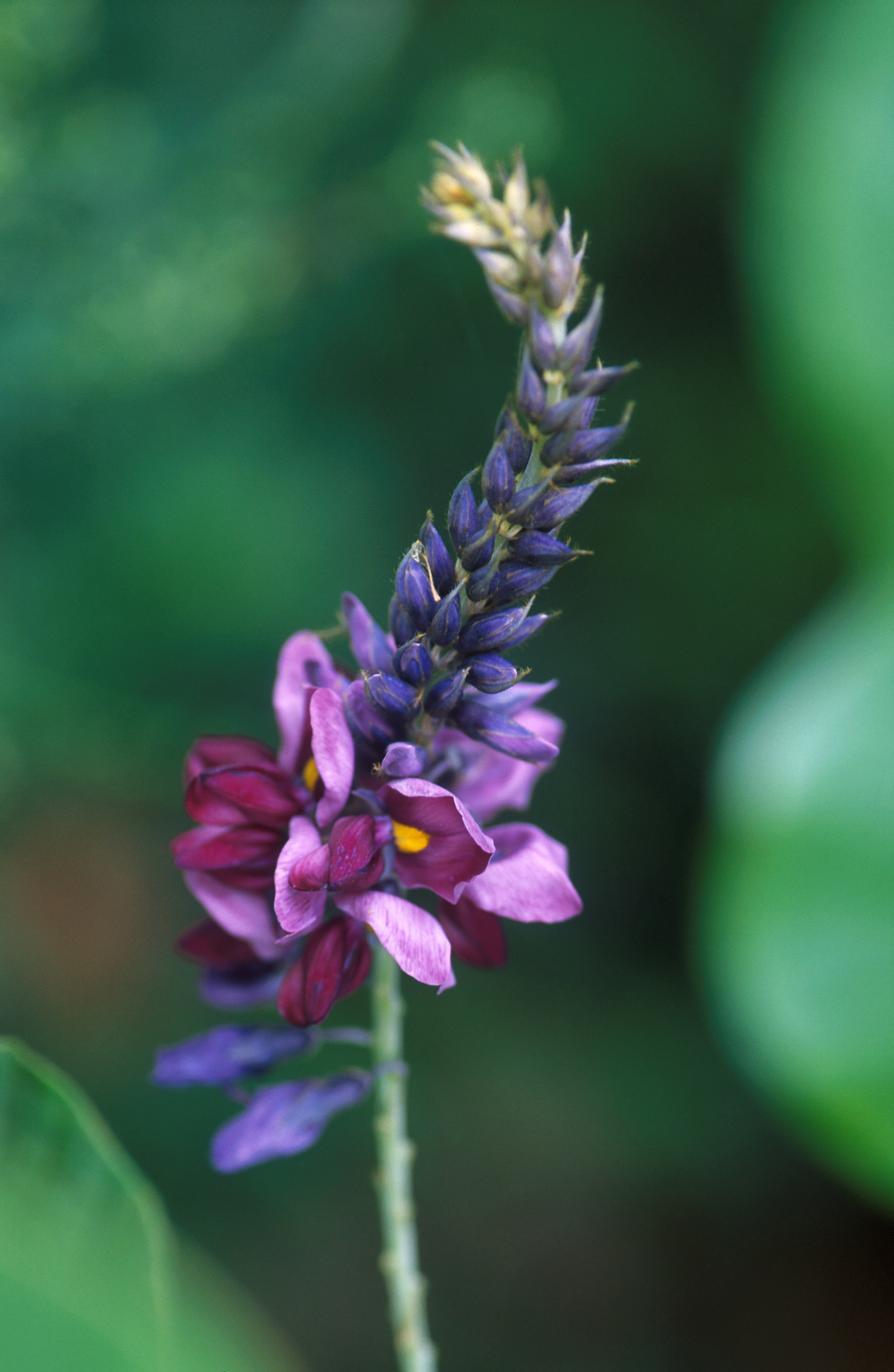
Pueraria montana
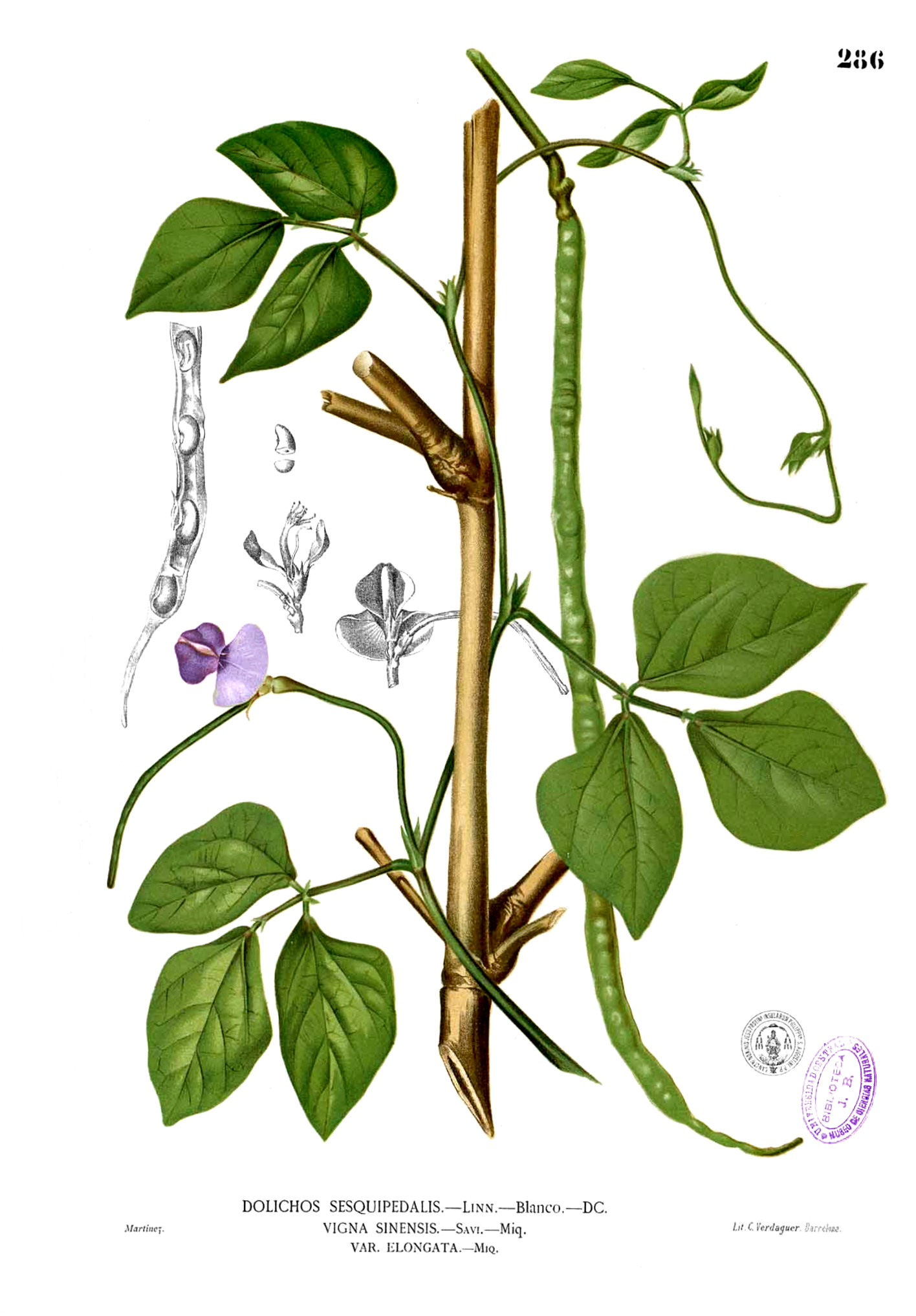
Vigna unguiculata